# Александр Константинович (князь ростовский)
Александр Константинович (ум. 1404) — князь Ростово-Борисоглебский (1365—1404).
Сын князя Константина Васильевича. Княжеский престол занял в 1365 году, тотчас после смерти своего отца, и продолжая политику последнего к Москве — полное ей повиновение. В 1375 году, по приказу великого князя Московского Дмитрия Ивановича (Донского), он, в числе других ростовских князей, принимал участие в карательном походе против Тверского князя Михаила Александровича, который, будучи побеждён, должен был признать главенство Москвы. В 1380 году вместе со своим полком участвовал в Куликовской битве.
Князь Александр скончался в июне (по одним известиям 9-го, по другим — 19-го) 1404 года, перед смертью приняв иноческий чин с именем Андрея. Он имел трёх сыновей: Андрея и Фёдора, правивших после него, и Ивана.